# Бета Скорпиона
Бета Скорпиона (β Sco) — кратная система звёзд в созвездии Скорпиона. Имеет несколько исторических названий:
- Акраб, Эльакраб от арабского العقرب (al-'Aqrab) что означает «скорпион»[8].
- Граффиас от арабского «клешни» [9], которое она делит с Кси Скорпиона.
- Раффиас от греческого «краб»[10].

Акраб достаточно ярок (второй звёздной величины), но он является только шестой по яркости звездой в созвездии. Обозначение Бета дано, вероятно, вследствие его крайнего положения в созвездии. Через небольшой телескоп видно классическую двойную звезду, в которой компоненты разделены 14 секундами дуги. Более яркая и более западная, β1, имеет звёздную величину +2,62m, более слабая, β², имеет звёздную величину +4,92m. Расстояние между ними составляет не менее 2200 а. е., и им требуется 16 000 лет, чтобы совершить один оборот вокруг друг друга.
Обе звезды весьма горячие, они относятся к спектральному классу B: β1 имеет температуру около 27 000 K, β² около 22 000 K. Хотя обе должны казаться глазу бело-голубыми, довольно большое различие в яркости делает их цвет не таким однозначным: более слабая звезда кажется несколько желтоватой.
Более тщательное изучение показывает весьма сложную структуру звёздной системы. Компонент β1 разделяется на субкомпоненты β Sco A и β Sco B. Тусклый субкомпонент β Sco B, имеющий звёздную величину примерно +10m, отстоит от β Sco A на расстояние около 3,9 угловой секунды и обращается вокруг него за 610 лет. Более того, спектральные исследования показывают, что β Sco A является спектрально-двойной звездой, состоящей из компонент β Sco Aa и β Sco Ab, которые обращаются вокруг их общего центра тяжести с периодом 6,82 дня на расстоянии 0,00142 угловой секунды, что составляет 0,3 а. е. и сопоставимо с расстоянием между Солнцем и Меркурием. По соглашению, принятому Рабочей группой по названиям звёзд Международного астрономического союза, собственное имя звезды в случае кратных звёзд атрибутируется наиболее яркому компоненту, поэтому в настоящее время собственное имя Акраб перенесено на компонент β Sco Aa.
Главный компонент β² также разделяется на два субкомпонента β Sco C и β Sco E с угловым разделением 0,1328 угловой секунды и орбитальным периодом 39 лет. В свою очередь, β Sco E является спектроскопически двойной звездой (β Sco Ea и β Sco Eb) с периодом обращения 10,7 дня. Таким образом, Акраб является как минимум шестикратной звёздной системой, и есть предположения, что в систему входит ещё одна или даже две звезды. Из шести известных компонент как минимум 4 являются горячими звёздами спектрального класса B, что указывает на их одновременное рождение в одном и том же месте.
Компонента β1 более чем в 20 000 раз ярче Солнца. Чтобы выжить в такой системе, Земля должна была бы находиться на расстоянии 150 а. е. Мы бы видели тройное Солнце, а β² сияла бы в 50 раз ярче, чем полная Луна. Обе звезды β1 более чем в 10 раз массивнее Солнца, и обе, вероятно, взорвутся через несколько миллионов лет.
|  |  |  |  |           |  |                        |  | Aa                        |
|  |  |  |  |           |  |                        |  |                           |
|  |  |  |  |           |  |                        |  | T = 6,82 сут a = 0,00142″ |
|  |  |  |  |           |  |                        |  |                           |
|  |  |  |  |           |  |                        |  | Ab                        |
|  |  |  |  |           |  |                        |  |                           |
|  |  |  |  |           |  | T = 610 лет a = 3,90″  |  |                           |
|  |  |  |  |           |  |                        |  |                           |
|  |  |  |  |           |  | B                      |  |                           |
|  |  |  |  |           |  |                        |  |                           |
|  |  |  |  | a = 13,5″ |  |                        |  |                           |
|  |  |  |  |           |  |                        |  |                           |
|  |  |  |  |           |  | C                      |  |                           |
|  |  |  |  |           |  |                        |  |                           |
|  |  |  |  |           |  | T = 39 лет a = 0,1328″ |  |                           |
|  |  |  |  |           |  |                        |  |                           |
|  |  |  |  |           |  |                        |  | Ea                        |
|  |  |  |  |           |  |                        |  |                           |
|  |  |  |  |           |  |                        |  | T = 10,7 сут              |
|  |  |  |  |           |  |                        |  |                           |
|  |  |  |  |           |  |                        |  | Eb                        |
|  |  |  |  |           |  |                        |  |                           |

Иерархия орбит системы β Sco. Обозначения: T — период обращения, a — угловое расстояние между компонентами
Акраб располагается близко к эклиптике, поэтому может покрываться Луной, и очень редко — планетами. Часть из того, что известно о системе, было получено во время редкого покрытия компоненты β² спутником Юпитера Ио 14 мая 1971 года в 2:00 UTC.